# Ronde van Spanje 2014/Vijfde etappe
De vijfde etappe van de Ronde van Spanje 2014 werd gereden op 27 augustus 2014. Het was een vlakke rit van 182,3 km van Priego de Córdoba naar Ronda. De Duitser John Degenkolb herhaalde zijn winst van de vorige dag.

## Ritverslag
Tony Martin zette samen met Pim Ligthart van Lotto-Belisol een ontsnapping op. Op 80 km van de finish stopte Martin zodat Ligthart alleen verder moest.
Bij de laatste tussensprint van de dag kaapte Chris Froome met steun van zijn ploegmaat Christian Knees twee seconden weg.
Intussen verdween Ligthart in de massa en werd het een massaspurt. John Degenkolb zegevierde opnieuw, ditmaal voor Nacer Bouhanni.

## Uitslagen
| Rituitslag |                     |                         |          |
| Plaats     | Naam                | Ploeg                   | Tijd     |
| Winnaar    | John Degenkolb      | Team Giant-Shimano      | 4u41'47" |
| 2          | Nacer Bouhanni      | FDJ.fr                  | z.t.     |
| 3          | Moreno Hofland      | Belkin-Pro Cycling Team | z.t.     |
| 4          | Jasper Stuyven      | Trek Factory Racing     | z.t.     |
| 5          | Paul Martens        | Belkin-Pro Cycling Team | z.t.     |
| 6          | Lloyd Mondory       | Belkin-Pro Cycling Team | z.t.     |
| 7          | Philippe Gilbert    | BMC Racing Team         | z.t.     |
| 8          | Vicente Reynes Mimo | IAM Cycling             | z.t.     |
| 9          | Kristian Sbaragli   | MTN-Qhubeka             | z.t.     |
| 10         | Roberto Ferrari     | Lampre-Merida           | z.t.     |

| Algemeen Klassement |                    |                         |           |
| Plaats              | Naam               | Ploeg                   | Tijd      |
| Rode trui           | Michael Matthews   | Orica GreenEDGE         | 18u12'31" |
| 2                   | Nairo Quintana     | Team Movistar           | + 13"     |
| 3                   | Alejandro Valverde | Team Movistar           | + 20"     |
| 4                   | Rigoberto Urán     | Omega Pharma-Quick-Step | + 24"     |
| 5                   | Damiano Caruso     | Cannondale              | + 26"     |
| 6                   | Esteban Chaves     | Orica GreenEDGE         | z.t.      |
| 7                   | Haimar Zubeldia    | Trek Factory Racing     | + 29"     |
| 8                   | Wilco Kelderman    | Belkin-Pro Cycling Team | + 32"     |
| 9                   | Alberto Contador   | Tinkoff-Saxo            | z.t.      |
| 10                  | Robert Gesink      | Belkin-Pro Cycling Team | z.t.      |
|                     |                    |                         |           |
| 26                  | Pieter Serry       | Omega Pharma-Quick-Step | + 54"     |

| Puntenklassement |                  |                         |        |
| Plaats           | Naam             | Ploeg                   | Punten |
| Groene trui      | John Degenkolb   | Team Giant-Shimano      | 70     |
| 2                | Nacer Bouhanni   | FDJ.fr                  | 54     |
| 3                | Michael Matthews | Orica GreenEDGE         | 50     |
|                  |                  |                         |        |
| 7                | Jasper Stuyven   | Trek Factory Racing     | 28     |
| 9                | Moreno Hofland   | Belkin-Pro Cycling Team | 23     |

| Bergklassement        |                |                        |        |
| Plaats                | Naam           | Ploeg                  | Punten |
| Bolletjestrui (blauw) | Lluís Mas      | Caja Rural-Seguros RGA | 10     |
| 2                     | Jérôme Cousin  | Team Europcar          | 9      |
| 3                     | Amets Txurruka | Caja Rural-Seguros RGA | 6      |

1e etappe ·
2e etappe ·
3e etappe ·
4e etappe ·
5e etappe ·
6e etappe ·
7e etappe ·
8e etappe ·
9e etappe ·
10e etappe ·
11e etappe ·
12e etappe ·
13e etappe ·
14e etappe ·
15e etappe ·
16e etappe ·
17e etappe ·
18e etappe ·
19e etappe ·
20e etappe ·
21e etappe
Startlijst · Eindstanden · Afbeeldingen